# Krywaczynci
Krywaczynci (ukr. Кривачинці) – wieś na Ukrainie, w obwodzie chmielnickim, w rejonie chmielnickim, w hromadzie Wijtiwci. W 2001 liczyła 948 mieszkańców, spośród których 935 wskazało jako ojczysty język ukraiński, 12 rosyjski, a 1 inny.